# Восточноазиатская область
Восточноазиатская область (Японо-Китайская) — флористическая область Голарктического царства и Бореального подцарства в биогеографии и экологии.
Флора области богата и разнообразна. Она насчитывает 14 эндемичных семейств и более 300 эндемичных родов. Ярким примером могут послужить гинкговые, эндемичное и древнее семейство. Другие характерные представители В.о. — троходендровые, род бархатного дерева из сем. рутовых, некоторые роды жимолостных, аралиевых, пальма трахикарпус, некоторые виды бамбука.
Эндемики из числа хвойных — криптомерия, метасеквойя и другие.
Восточноазиатская область представляет для науки большой интерес в плане значительного числа не только эндемиков, но и реликтов. Часто здесь древние виды произрастают в близком соседстве с новыми.